# ترافيس برنت
ترافيس برنت (بالإنجليزية: Travis Brent)‏ (17 فبراير 1992 بفرجينيا بيتش في الولايات المتحدة - ) هو لاعب كرة قدم أمريكي في مركز الدفاع.

## روابط خارجية
- ترافيس برنت على موقع قاعدة بيانات كرة القدم.إي يو (الإنجليزية)
- ترافيس برنت على موقع Soccerway.com (الإنجليزية)